# Figaró (ort i Spanien)
Figaró är en ort i Spanien.   Den ligger i provinsen Província de Barcelona och regionen Katalonien, i den östra delen av landet, 500 km öster om huvudstaden Madrid. Figaró ligger 458 meter över havet och antalet invånare är 1 020.
Terrängen runt Figaró är lite bergig, och sluttar söderut.Runt Figaró är det tätbefolkat, med 735 invånare per kvadratkilometer. Närmaste större samhälle är Granollers, 12,6 km söder om Figaró. 